# Râul Vițelul
Râul Vițelul este un curs de apă, afluent al râului Boul. 